# Redykalny Wierch
Redykalny Wierch ist ein 1144 Meter hoher Berg in Polen unweit der Grenze zur Slowakei in den Saybuscher Beskiden. Er befindet sich im Massiv von Lipowski Wierch und Romanka.
Der Gipfel liegt auf polnischem Staatsgebiet. Auf den Berg führen mehrere Wanderwege, darunter der Beskidenhauptwanderweg.
Die Hänge sind bewachsen. Unweit des Gipfels befindet sich die Boracza-Hütte.

## Lage
Über den Berg verläuft die Europäische Hauptwasserscheide zwischen dem Schwarzen Meer (Donau) und der Ostsee (Weichsel).